# Grand Sceau du Québec
Ne doit pas être confondu avec Sceau de Québec.
Le Grand Sceau du Québec est le sceau de l'État québécois. Les actes les plus solennels en sont revêtus, notamment les proclamations de convocations de l'Assemblée nationale ou les nominations des ministres, juges des cours provinciales et délégués généraux à l'étranger. Le sceau est utilisé pour authentifier des documents émis par le gouvernement du Quebec au nom du Roi. Il est gardé par le lieutenant-gouverneur, mais est généralement confié à un membre du Conseil exécutif.

## Histoire
Lors de la création du Québec en 1867 par la Confédération canadienne, le sceau utilisé porte les armes du Royaume-Uni, et ce jusqu'au 30 novembre 1869. À ce moment, la reine Victoria du Royaume-Uni octroie des armoiries propres à la province, lesquelles seront affichées sur le Grand Sceau. Le 9 décembre 1939, le gouvernement du Québec renouvelle ses armoiries et le sceau est de nouveau modifié. En 1979, on décide de tronquer les armoiries pour afficher uniquement une fleur de lys issue du drapeau du Québec sur un fond bleu.

## Gardien
Le gardien du sceau est le procureur général du Québec, soit le ministre de la Justice. Son rôle est d'établir et d'autoriser les pièces où le sceau sera apposé. Il est aussi de son rôle de délivrer les lettres patentes.
Depuis le 22 juin 2020, le gardien du Grand Sceau du Québec est Simon Jolin-Barrette.